# 1·25 인터넷 대란
1·25 인터넷 대란은 2003년 1월 25일, 대한민국 인터넷 망이 서비스 거부 공격으로 마비된 사건이다. 마이크로소프트사 SQL 서버의 허점을 이용하는 슬래머 웜이 이 사건을 일으켰다.
이 사건은 슬래머 웜에 감염된 PC들이 대량의 데이터를 생성해 KT 혜화전화국에 있는 DNS 서버에 트래픽을 집중시키면서 시작되었다. KT 혜화전화국이 공격에 의해 마비되자, 전국적인 트래픽이 다른 백본망으로 우회하기 시작했고, 다른 DNS 서버도 순차적으로 마비되었다.
한편, 대기업의 인터넷 회선이 아닌 백본망을 빌리는 형태로 서비스를 제공하는 중소업체의 인터넷 회선은 대기업의 회선에 비해 마비의 정도가 덜했다.
이 사건으로 피해를 입은 인터넷 사용자들은 KT를 상대로 피해보상소송을 제기하기도 하였다.